# Batallón Vaillant-Couturier
El Batallón Vaillant-Couturier fue una unidad integrada en la XIV Brigada de las Brigadas Internacionales que participaron en la guerra civil española en defensa del bando republicano frente a los sublevados. 

## Historial
Su nombre fue establecido en homenaje al político y periodista francés, Paul Vaillant-Couturier y estaba compuesto fundamentalmente por franceses y belgas, aunque también se encontraban en sus filas alemanes, búlgaros, suecos, noruegos y daneses. Se conformó el 2 de diciembre de 1936 y participó en todas las operaciones de la XIV Brigada con hasta nueve compañías, debiendo ser reorganizado en marzo de 1938 limitándose a cuatro compañías debido a las fuertes pérdidas sufridas. Destacó durante la batalla del Ebro al ser una de las unidades que pudo pasar el río en la ofensiva republicana. En dicha batalla falleció su comandante, el franco-argelino René Cazala (18 de marzo de 1902 - 26 de julio de 1938).